# Trebišov
Trebišov (in ungherese Tőketerebes, in tedesco Trebischau) è una città della Slovacchia, capoluogo del distretto omonimo, nella regione di Košice.